# Ztohoven
Ztohoven je česká diverzně-umělecká skupina, zabývající se undergroundem, performancí, reklamou, mediálním objektem. Některé akce skupiny vykazují znaky typické pro kopnikiády.  Ve skupině je údajně dvacet až sto umělců, s čímž patrně souvisí i slovní hříčka v názvu 100 hoven, někdy kritiky užívaná též posměšně.

## Členové skupiny
Členové skupiny vystupují pod uměleckými pseudonymy. K jejich volbě přistupují hravou, ale pečlivě vybranou formou. Pseudonymy proto často mají i svůj „druhý“ význam (tzv. kalambúr), stejně jako název skupiny nebo některé akce (např. Občan K. → občanka). Mezi aktivní členy skupiny patří:[zdroj?]
- Anna Bolická
- Zdeněk Dostál
- Dan Gerous
- Otto Horší
- Tomáš Jasný (alias Philip Dvorský) †
- Petr Klíč
- Aleš Kodim
- Míla Mikule
- Tomáš Mrnc (alias Epos 257)
- Míra Svoboda
- Roman Týc
- Petr Žílka
- Pavol Lupták
- Bohumil Koule
- Honza Srnov

a další.

## Projekty

### Otazník nad hradem
Prvním projektem skupiny se v roce 2003 stalo překrytí části neonového svítícího růžového srdce od Jiřího Davida, které nechal prezident Václav Havel umístit na Pražský hrad. Překrytím a přidáním svítící červené tečky skupina docílila, že asi deset minut svítil nad Pražským hradem otazník.

### Znásilněný podvědomí
Během roku 2003 na sebe skupina upozornila také nahrazením reklamy všech (750) vitrín v pražském metru bílou plochou s otazníkem a s textem odkazujícím na její webovou stránku. Na stránce byl uveřejněn pouze čas, kdy zde druhý den budou uveřejněny podrobnější informace. Na druhý den se přesně ve 14:00 návštěvníci webu dozvěděli o plánované vernisáži jednodenní výstavy, kterou členové Ztohoven načerno vyrobili ve vestibulu stanice metra Dejvická. Každý z nich přetvořil jeden ze citylightů v umělecké dílo, využívaje více rozměrů, které vitrína nabízí – hlubší prostor, podsvětlení, zdroj elektriky. Díla byla následující den odstraněna pracovníky metra, ale na vernisáž se přišly podívat stovky lidí. Na skupinu bylo podáno trestní oznámení.

### Mediální realita(atomový výbuch v pořaduPanorama)
Ještě větší akcí, co do závažnosti, kterou skupina zorganizovala, byl výstup na jeden z vysílačů používaných Českými radiokomunikacemi a napíchnutí se na jednu z kamer používanou pro živý přenos z Krkonoš. V ranním vysílání 17. června 2007 se tak na ČT2 v pořadu Panorama odvysílal fiktivní výbuch atomové bomby s panoramatem Krkonoš na pozadí. Často se tento akt uváděl jako „hacking do vysílání České televize“. Mnoho diváků bylo šokováno. Bylo podáno trestní oznámení pro šíření poplašné zprávy, což ovšem soudce nepotvrdil. Za tento počin byla skupina oceněna cenou Národní galerie v Praze – NG 333.

### Občan K.
Dvanáct členů Ztohoven se nechalo podobně ostříhat, vyfotografovali se a snímky pak upravili morphingem, který ze dvou tváří vytvoří obličej jeden, na němž jsou ale rozeznatelné rysy obou původních podob a zažádali o občanský průkaz na jméno kolegy. Po 6 měsíců žili pod cizí identitou, s kterou se někteří členové účastnili voleb, cestovali do zahraničí, získali zbrojní pas či se oženili. Představení expozice s názvem Občan K. se odehrálo 18. června 2010. Policie České republiky následně falešné občanské průkazy zabavila a zadržela Romana Týce. Současně také vznikl dokumentární film Občan K. mapující tento experiment.

### Non multi sed multa(28. kříž na Staroměstském náměstí)
V červnu roku 2011 skupina při akci nazvané Non multi sed multa doplnila 27 křížů v dlažbě Staroměstského náměstí v Praze o další jeden kříž, podle jejich vyjádření k uctění památky neprávem opomíjeného Martina Fruweina z Podolí, který před popravou zřejmě spáchal sebevraždu a 21. června 1621 byla proto sťata už jen jeho mrtvola. Dle historičky Ústavu pro soudobé dějiny AV ČR Marie Koldinské je umístění 28. kříže opodstatněné, protože takzvaných 27 českých pánů bylo ve skutečnosti opravdu 28. Po tři dny si nikdo změny nevšiml.

### Morální reforma
5. června 2012 skupina během schůze Poslanecké sněmovny rozeslala poslancům a novinářům stovky SMS zpráv, které se tvářily, že pochází od samotných poslanců, čímž mezi nimi vyvolala mírný zmatek. Následovala smršť smířlivých SMS zpráv, které si poslanci posílali mezi sebou, vnitrostranicky i napříč politickým spektrem, a rovněž novinářům, po kterých žádali prostor k vyjádření.
O autorství Morální reformy informoval server Týden.cz až následující den ráno. Skupina ho potvrdila a na webové stránky umístila manifest Morální reformy včetně interaktivní aplikace, kde si lze v čase prohlédnout od koho, komu a kdy šly jaké zprávy, včetně textů všech 585 odeslaných SMS zpráv. Název Morální reforma podle skupiny byl „v přeneseném smyslu název parlamentní inscenace vyjadřující ideální stav vztahů v politické sféře, utopistickou vizi smířlivé komunikace mezi politiky všech stran, různých názorů a přesvědčení. Záměrně naivní zpracování plné patosu a citů ukazuje, jak důležité je navrátit do politické kultury lidský rozměr a morální hodnoty.“
Součástí Morální reformy bylo zveřejnění telefonních čísel ministrů, poslanců i prezidenta v průběhu akce v DOX.

### Paralelní polis
Projekt Paralelní polis zaměřený na rozvoj paralelních společenských, ekonomických a politických struktur nezávislých na centralizované autoritě státní moci. Má podobu fyzického prostoru. Skupina tímto projektem rozvíjí předchozí politicky orientovaný projekt o myšlenkový základ hackerského hnutí, který je založen na maximální ochraně svobody a soukromí člověka a vzdoru autoritářským tendencím státní moci. Za tímto účelem vyhradila skupina autonomní prostor v rámci domu Paralelní polis, kde sídlí hackerspace Institut kryptoanarchie orientovaný na společensko-politické otázky 21. století. Koncept paralelní polis pochází z okruhu teoretiků soustředěných kolem hnutí Charta 77. Ztohoven tímto názvem zamýšlí znovuotevřít tento pozapomenutý princip uspořádání a hodnotového ukotvení společnosti a aktualizovat jeho platnost pro moderní společnost.
V roce 2014 byly založeny webové stránky Paralelní polis a v září 2014 v něm založila umělecká skupina Ztohoven Institut Kryptoanarchie, jehož středem se v prosinci 2014 stala kavárna Bitcoin Cofee, což bylo jedním z prvních míst, kde se v Česku dalo platit kryptoměnami a první takovou kavárnou vůbec. Kavárna Bitcoin Cofee zanikla po 10 letech fungování v prosinci 2024.

### Prezidentovo špinavé prádlo?(Rudé trenky nad Pražským hradem)
V září 2015 členové skupiny v převlecích za kominíky vyšplhali za bílého dne na střechu Pražského hradu, kde sundali vlajku prezidenta republiky a nahradili ji obřími rudými trenkami. Jako důvod uvedli, že nad Pražským hradem „konečně zavlála standarta muže, který se nestydí vůbec za nic“. Mluvčí prezidenta republiky Jiří Ovčáček reagoval tvrzeními, že byly zneuctěny státní symboly a „pražská kavárna se fašizuje“. Prezident Miloš Zeman členy skupiny označil za „blbečky“, zřejmě kvůli názvu je zaměnil se členy skupiny Rafani a rozhodl o odvolání ředitele ochranné služby. Odvolán byl také velitel Hradní stráže.
V červnu 2016 skupina uvedla, že vlajku prezidenta republiky rozstříhala na 1152 kousků a rozeslala náhodně vybraným lidem. Každý kus byl údajně propojen s bitcoinovou sítí a nesl tak hodnotu od pěti do jednoho tisíce pěti set korun. (Bitcoiny později byly kvůli použité technologii a bezpečnostní chybě skupiny odcizeny významnými českými vývojáři.) Čin pojmenovali Decentralizace moci.
Sejmuté trenýrky zřejmě přešly na Úřad pro zastupování státu ve věcech majetkových, po čase je úřad prezidenta odkoupil za 1 Kč. V červnu 2018 je prezident Zeman za asistence kancléře a hasičů spálil v Lumbeho zahradě na brífinku s předem neupřesněným tématem. Akt doprovodil výrokem, že čas spodního prádla v české politice skončil. Zároveň vyslovil politování nad tím, že z přítomných novinářů rovněž dělá „blbečky“.

### Vystup ze hry
Dne 22. května 2021 na mezinárodní den biodiverzity upravili členové skupiny ve žlutých kombinézách pole s řepkou, patřící společnosti Agrobech z holdingu Agrofert, který byl ve svěřeneckých fondech premiéra Andreje Babiše. V poli vysekali obrovského Pac-mana, který měl ve stejný den výročí 41 let od vydání první verze hry. Pac-man podle skupiny symbolizoval vyžrání dotací, hacknutí demokracie i dokonalé vyžraní pojmů jako kapitalismus nebo socialismus, které se začaly volně zaměňovat. Upraveno bylo pole o rozloze 7 hektarů v katastru Rovného pod Řípem, škoda byla vyčíslena na více než 350 tisíc korun.

## Ocenění a soudy

### Cena NG 333
6. prosince 2007 byla skupině Ztohoven udělena Národní galerií první cena za projekt „Mediální realita“ v prvním ročníku Ceny NG 333 pro mladé umělce do 33 let z České a Slovenské republiky. Skupinu do soutěže přihlásil Jan Mlčoch. Cenu za skupinu převzal právník, čímž skupina dala najevo, v jaké rovině se projekt „Mediální realita“ bude opravdu hodnotit.
Právník na místě citoval z trestního zákona: § 165 Schvalování trestného činu
1. Kdo veřejně schvaluje trestný čin nebo kdo veřejně vychvaluje pro trestný čin jeho pachatele, bude potrestán odnětím svobody až na jeden rok.
2. Stejně bude potrestán, kdo má v úmyslu projevit s trestným činem souhlas.

Za několik týdnů byl k výslechu předvolán také generální ředitel Národní galerie prof. Milan Knížák.

### Soudy

#### Mediální realita
25. března 2008 se konalo první stání u soudu za projekt Mediální realita. Pracovníci Ústavu informačních studií a knihovnictví na Filozofické fakultě Karlovy univerzity se zastali skupiny Ztohoven a prostřednictvím petice, podepsané více než 14 tisíci lidí, žádali prezidenta Klause o milost pro členy skupiny. Okresní soud v Trutnově s přihlédnutím k psychologickému posudku od soudního znalce Jana Laška zprostil všech sedm obžalovaných obžaloby s odůvodněním, že odvysílaná fikce nemohla nikoho vyděsit natolik, aby šlo o šíření poplašné zprávy – obžaloba nenašla žádného svědka, kterého by akce vystrašila.
| „          | Odvysílaná fikce nemohla nikoho vyděsit tak, aby se jednalo o šíření poplašné zprávy. | “ |
| — soudkyně |                                                                                       |   |

Případ se vrátil 3. února 2009 před soud, na kterém měl vystoupit odborník na ochranu proti jaderným zbraním. Zabýval se tím, nakolik byla iluze realistická, jaké zbraně by musely být použity, a zda by bylo možné, aby po skutečně provedeném jaderném výbuchu kamera ještě snímala, nebyly poškozené přijímače a narušené mobilní sítě. Také Rada pro rozhlasové a televizní vysílání po skupině požadovala pokutu 150 000 Kč za to, že „zasahovali do obsahu programu provozovatele vysílání a provozovatele převzatého vysílání a poruší povinnosti týkající se výroby nebo vysílání pořadů“. Tři členové skupiny naopak zažalovali Radu pro rozhlasové a televizní vysílání poté, co jim jednotlivě udělila pokuta 50 000 korun. Soud tuto pokutu zrušil.

#### Občan K.
Členové skupiny byli trestně stíháni i pro podezření ze spáchání trestného činu poškozování cizích práv, když v roce 2010 vystavili občanské průkazy s pozměněnými fotografiemi. Hrozil jim trest odnětí svobody až na dva roky nebo trest zákazu činnosti. Obvodní soud pro Prahu 1 však rozhodl, že o trestný čin nejde, a věc postoupil úřadu městské části, aby ten posoudil, zda jde o přestupek. Rozhodnutí soudu je pravomocné. Podle soudu „nelze přehlédnout, že obvinění předložili nepravou fotografii, nicméně ostatní v občanském průkazu uvedené údaje odpovídaly skutečnosti. Právě v tomto ohledu se ona vážnost způsobené újmy na právech státních orgánů rozptyluje, přestává být vážnou ve smyslu trestního práva.“

#### Prezidentovo špinavé prádlo?
Za výměnu vlajky prezidenta republiky za obří červené trenýrky státní zastupitelství podalo ve zkráceném řízení k Obvodnímu soudu pro Prahu 1 návrh na potrestání tří členů skupiny za spáchání trestných činů výtržnictví, krádeže a poškození cizí věci, přičemž policie způsobenou škodu vyčíslila na téměř 90 tisíc Kč. Soud však zkrácené řízení nepřipustil a věc vrátil policii k došetření, protože nebylo zřejmé, že by takto vyčíslenou škodu měli způsobit právě oni.
Věc se k soudu vrátila v červnu 2016, kdy byli David Hons, Filip Crhák a Matěj Hájek obžalováni z výtržnictví, krádeže a poškození cizí věci. U prvního zasedání soudu rozporovali výši způsobené škody, ale potvrdili, že prezidentskou standartu získali, rozstříhali ji a jednotlivé kusy rozeslali náhodným občanům. Jeden kus také předali soudkyni.
Soudní proces s členy skupiny byl tématem dokumentárního filmu Petry Nesvačilové Vojna Ztohoven (2020) z cyklu Český žurnál.